# Мухаммед Дауд
Сарда́р Али́ Муха́ммед Лама́ри бин Муха́ммед-Ази́з Дау́д-Хан (другая транскрипция — Мохаммад Дауд; 18 июля 1909 (по другим данным, 1908), Кабул — 28 апреля 1978, там же) — афганский государственный и политический деятель, сердар (афганский аналог титулов князь или принц), премьер-министр (1953—1963; 1973—1978), глава государства и первый президент в истории Афганистана (1977—1978), генерал. Двоюродный брат и зять афганского короля Захир-шаха.
Получив образование в Кабуле и во Франции, Дауд Хан продвинулся до руководства армейским корпусом в 1939 году, а затем занимал пост министра обороны Афганистана с 1946 по 1948 год. Как премьер-министр в 1953—1963 годах, он провёл социальные реформы и продолжал просоветскую политику, поддерживая создание Пуштунистана на территориях Пакистана и Афганистана. Это привело к созданию напряжённости между этими двумя государствами, которая заставила Дауда Хана уйти в отставку.
Законодательные изменения в 1964 году лишили его активности в политике. Однако 17 июля 1973 года Дауд Хан возглавил государственный переворот, в результате которого был свергнут король Захир-шах. Дауд Хан объявил Афганистан республикой и стал президентом. Он проводил политику по улучшению прав женщин, инициировал два пятилетних плана экономической модернизации и, как пуштунский националист, выступал с претензиями на земли северо-западного Пакистана. Мухаммед Дауд на этот раз уже стремился подавить левых и обеспечить меньшую зависимость страны от СССР.
Свергнут и убит 27 апреля 1978 года в результате Саурской революции, приведшей к власти коммунистическое правительство под руководством Нура Мохаммада Тараки. В Афганистане началась многолетняя гражданская война.

## Биография

### Семья
Родился в аристократической семье, пуштун из племени мохаммадзай. Отец — сардар Мухаммед Азиз Хан, сводный брат короля Афганистана в 1929—1933 Надир-шаха. Младший брат — сардар Мухаммед Наим (1912—1978), второй заместитель премьер-министра (Мухаммеда Дауда) и министр иностранных дел (1953—1963), специальный представитель Мухаммеда Дауда (1973—1978). Двоюродный брат — король Афганистана в 1933—1973 годах Захир-шах, кроме того Мухаммед Дауд был женат на его сестре, принцессе Замине-бегум (1917—1978).

### Образование
Начальное образование получил в кабульском лицее «Хабибия» с преподаванием на английском языке. С 1921 года (или 1922) жил и учился в войсковом училище во Франции. Вернулся в Афганистан в 1930 году, окончил Кабульскую военную академию.

### Генерал
С ноября 1932 года — генерал-майор, командующий гарнизоном Южной провинции (Пактии), с 1933 года — также губернатор этой провинции. С июля 1935 года — дивизионный генерал второй степени (генерал-лейтенант), заместитель губернатора провинции Кандагар, командующий войсками в провинциях Кандагар и Фарах. Активно участвовал в реорганизации управления, в частности, настоял на использовании в Кандагаре языка пушту как единственного государственного. С 1938 года — генерал-губернатор Южной провинции и командующий войсками в этом регионе, где также занимался реформированием государственного аппарата. С 1939 года — командующий войсками Центрального корпуса, дислоцированного в Кабуле, и начальник Военной академии.
В начальный период Второй мировой войны придерживался ярко выраженной прогерманской ориентации. Считал, что нацистская Германия может помочь Афганистану решить проблему воссоединения пуштунских племён, проживавших по обе стороны «линии Дюранда», разделявшей территории Афганистана и Британской Индии (ныне это международно признанная афганско-пакистанская граница, которая, однако де-юре не признаётся правительством Афганистана).
Дауд Хан принимал участие в подавлении сафи во время восстания афганских племён в 1944—1947 годах.

### Министр и оппозиционер
В 1946—1948 годах был министром национальной обороны в правительстве своего двоюродного дяди Шах Махмуда, а затем министром внутренних дел с 1949 по 1951 год. Из-за разногласий с премьер-министром он был выведен из правительства и назначен посланником Афганистана во Франции (1948 г.) и по совместительству в Швейцарии и Бельгии.
В 1951 году из-за продолжающихся разногласий с Шах Махмудом вышел в отставку. Ещё находясь на государственной службе, создал Национальный пуштунский клуб, ставший центром политической оппозиции. В число его сторонников входили представители элитарной интеллигенции, чиновничества, дворцовой аристократии и недовольного офицерства, как сторонники пуштунского национализма, так и приверженцы левых политических идей.
В 1951 году был повышен в звании до генерала и служил в этом качестве командующим Центрального корпуса афганских вооружённых сил в Кабуле с 1951 по 1953 год.

## Премьер-министр (1953—1963)
Десятилетнее пребывание М. Дауда в должности премьер-министра было отмечено его внешнеполитическим поворотом к Советскому Союзу, завершением проекта[какого?] в долине Гильменд, который радикально улучшил условия жизни населения на юго-западе Афганистана, а также шагами в направлении эмансипации женщин.
В сентябре 1953 году король Захир-Шах отправил в отставку не справлявшееся с политической нестабильностью и экономическими проблемами правительство Шах Махмуда и назначил новым премьер-министром М. Дауда, который одновременно стал министром национальной обороны.
Став премьером, М. Дауд провозгласил так называемую «политику руководимой (направляемой) экономики», предусматривавшей модернизацию страны посредством активного вмешательства государства в экономическую жизнь. Ярко выраженная дирижистская экономическая политика сочеталась с широким использованием иностранной помощи и предоставлением национальному капиталу, в том числе мелким и средним предпринимателям, благоприятных возможностей для участия в развитии экономики. В правительстве было создано министерство планирования, были разработаны два пятилетних плана экономического развития. В этот период были заложены основы афганской национальной промышленности: построены асфальтобетонный завод и хлебокомбинат в Кабуле, сахарный завод в Джелалабаде, два цементных завода и др. В 1960 году был введён в эксплуатацию крупнейший в стране Гульбахарский текстильный комбинат. Также были построены ГЭС в Сароби и международные аэропорты в Кабуле и Кандагаре. После модернизации более чем в два раза выросла добыча угля на шахтах в Каркаре и Ишпуште.
Происходили перемены и в общественной жизни. Увеличилось число учебных заведений, было отменено обязательное ношение женщинами чадры, что вызвало недовольство консервативных представителей духовенства. Ответом властей стали репрессии — некоторые священнослужители были казнены или заключены в тюрьму, был распущен влиятельный Совет улемов.
С образованием нового государства Пакистан в 1947 году, конфликт из-за линии Дюранда ещё более обострился. Дауд Хан поддерживал националистическое движение пакистанских пуштунов за воссоединение с Афганистаном. Данные действия ещё больше обеспокоили непуштунское население Афганистана, такие меньшинства как хазарейцы, таджики и узбеки, которые подозревали, что Дауд, присоединением пакистанского Пуштунистана намеревался увеличить пропорциональную долю и влияние пуштунов на политическую власть. Пограничные стычки с Пакистаном начались в 1949 году.
Абдул Гаффар-хан (основатель движения «Худай Хидматгаран») заявил, что Дауд Хан «использовал идею воссоединения пуштунов только для достижения своих политических целей». Идея воссоединения пуштунов никогда не помогала пуштунам, и это только создавало проблемы для Пакистана. На самом деле эта идея никогда «не была не реальностью». Более того, политика Дауд Хана по воссоединению пуштунов не смогла заручиться поддержкой пуштунов в Пакистане. Племя белуджей в Пакистане также удивлялось, почему Дауд Хан включил Белуджистан в часть своей идеи без их одобрения.
В 1960 году Дауд Хан направил войска через плохо обозначенную линию Дюранда в Баджаур (агентство Федерально управляемых племенных территорий) в попытке манипулировать событиями в этом районе и оказать давление на проблему Пуштунистана, но афганские силы потерпели поражение от пакистанских племён. В этот период пропагандистская война Афганистана против Пакистана, которая велась по радио, была беспощадной.
В 1961 году Дауд Хан предпринял ещё одну попытку вторгнуться в Баджаур с более крупными силами афганской армии. Тем не менее, Пакистан при помощи самолётов F-86 Sabre нанёс тяжёлые потери подразделениям афганской армии и соплеменников из провинции Кунар, которые поддерживали афганскую армию. Несколько афганских солдат были взяты в плен, и их выставили напоказ перед международными СМИ, что, в свою очередь, вызвало замешательство у Дауд Хана.
Так как США оказывали помощь Пакистану, афганские власти начали быстрое сближение с другим тогдашним мировым центром — СССР. В 1955 году был достигнута договорённость о предоставлении Афганистану кредита в размере 100 млн долларов на льготных условиях для развития экономики. При поддержке СССР началось строительство ряда крупных объектов (автотрассы Кушка — Герат — Кандагар. крупнейшей в стране ГЭС в Наглу, ирригационного комплекса в провинции Нангархар и др.), которое было завершено уже после отставки М. Дауда с поста премьер-министра. В августе 1956 года состоялось подписание советско-афганского соглашения о поставках современных вооружений на сумму $25 миллионов. Кроме того, Советский Союз согласился оказать помощь в строительстве и расширении трёх военных аэродромов в Афганистане. Афганские офицеры стали направляться на обучение в советские военно-учебные заведения. В результате в США афганский премьер получил прозвище «красный принц».
В период премьерства М. Дауда СССР стал основным торговым партнёром Афганистана. В августе 1956 года Афганистан и Советский Союз заключили своё первое военное соглашение. Афганистан получил $25 миллионов на приобретение реактивных самолётов, танков, тяжёлого и лёгкого вооружения по значительно сниженной цене. К октябрю 1956 года на новой взлётно-посадочной полосе Мазари-Шарифа появились Ил-14, 12 МиГ-15 и несколько вертолётов. Девять лет спустя иностранные наблюдатели сообщили о том, что в Афганистане находится около 100 советских танков Т-34 и послевоенных Т-54. В новой авиации было задействовано около 100 самолётов, в том числе несколько вертолётов, а также бомбардировщики Ил-28 и истребители МиГ-17.
Укрепление отношений между Кабулом и Москвой осложнило отношения Афганистана с Соединёнными Штатами, союзником Пакистана.
В 1962—1963 годах афгано-пакистанские отношения резко обострились (правительство Дауда даже направляло на пакистанскую территорию диверсантов для ведения партизанской войны), что вызвало недовольство части афганской политической элиты. Авторитарный курс М. Дауда привёл к конфликту с королевским двором и самим королём Захир-шахом. В то же время жёсткое подавление оппозиции справа и слева не позволило премьер-министру опереться на поддержку широких общественных слоёв. В создавшейся ситуации 3 марта 1963 года Мухаммед Дауд подал в отставку, которая была принята.
Американский историк Л. Пуллада считает, что «программа модернизации, которая была его собственным творением и которую он продвигал столь активно и удачно, создала условия, в рамках которых его стиль правления стал анахронизмом, устарел и оказался нефункциональным для дальнейшей эволюции Афганистана как национального государства».
В начале 60-х годов, несмотря на несомненные сдвиги в хозяйственном строительстве и осуществлении ряда социально-экономических преобразований в стране, чётко обнаружились ограниченность внутренней политики правительства М. Дауда и, главное, его неспособность сколько-нибудь реформировать отжившую систему политических институтов и демократизировать общественную жизнь, облегчить положение трудовых слоёв населения. Вследствие этого он стал неумолимо терять поддержку среди либерально-буржуазных и прогрессивных кругов страны, составлявших, пожалуй, самую значительную для него социальную опору с момента прихода к власти в качестве премьер-министра. Недовольство его внутренней и внешней политикой выражали и те круги афганского общества, которые придерживались прозападной ориентации. Они резко критиковали правительство М. Дауда за ухудшение афгано-пакистанских отношений, ограничение торгово-экономических связей с западными странами, а также даудовскую политику вмешательства в экономику. В оппозиции М. Дауду находились и влиятельные клерикальные круги.
В октябре 1964 года король Захир Шах ввёл новую конституцию, впервые исключив всех членов королевской семьи из Совета министров и законодательно запретив им занимать государственные посты.

### Пребывание в отставке
В 1963—1973 годах Мухаммед Дауд находился вне государственной службы, прекратив связи с королём и оказавшись под негласным надзором. Однако он сохранил авторитет как среди ряда военачальников, так и младших офицеров. Начиная с середины 1960-х годов происходило сближение Мухаммеда Дауда с леворадикально настроенными младшими офицерами на антимонархической основе.
Убеждённость покончить с монархическим режимом окончательно укрепилась в начале 70-х годов, когда король и его правительство оказались совершенно неспособными вывести страну из жесточайшего внутреннего кризиса, вызванного двухлетними неурожаями сельскохозяйственных культур и огромным падежом скота из-за засухи и невиданных снежных зим. Именно в эти годы состоялись контакты между антимонархической группировкой М. Дауда и молодой военной оппозицией, представленной леворадикальными элементами.

### Лидер республиканского режима
В ночь с 16 на 17 июля 1973 год Мухаммед Дауд возглавил военный переворот, приведший к свержению монархической власти. Король Захир-шах, находившийся тогда в Италии, отрёкся от престола 24 августа, а Дауд возглавил новый высший орган власти — Центральный комитет Республики Афганистан, став также главой государства и премьер-министром, министром национальной обороны и министром иностранных дел. Ряд министерских постов в его правительстве получили молодые офицеры — Файз Мухаммед, Абдул Хамид Мохтат, Пача Голь Вафадар.
В своём эфире М. Дауд завил, что Афганистан продолжит свою политику неприсоединения и не присоединится ни к какому военному пакту.
Режим, созданный Мухаммедом Даудом, носил ярко выраженный авторитарный характер — сразу же после переворота были распущены парламент и Верховный суд, запрещена деятельность политических партий. Официальной идеологией даудовского режима была «народная и национальная теория революции». По мнению специалиста по истории и политике Афганистана М. Ф. Слинкина,

…структура этой «теории» не была строго очерчена и в основном повторяла идеи, имевшие хождение при монархии: национализм, дух афганства и исторической пуштунской исключительности, ислам, демократия, основанная на законе, святость национальных традиций и обычаев, идеи патернализма и патриотизма, антиколониализм и антикоммунизм. Но были и новшества. Составным элементом государственной идеологии М. Дауд считал социализм. Правда, от социализма он заимствовал лишь его экономический аспект, дополняя его своими «национальными» и «исламскими» компонентами.
Экономическая политика режима Мухаммеда Дауда отличалась ярко выраженным дирижизмом — были национализированы некоторые частные компании (в том числе крупнейшая текстильная компания «Спинзар») и все частные банки.
В 1975 году был принят закон о земельной реформе, согласно которому земельные участки ограничивались размеров в 20 га поливных земель, а излишки изымались у землевладельцев с последующей компенсацией и передавались крестьянам на условиях выкупа.
К 1975 году премьер-министр Пакистана Зульфикар Али Бхутто с помощью Межведомственной разведки (ISI) начал опосредованную войну против Афганистана.
В 1977 году была принята новая конституция страны, вводившая пост президента (который занял Дауд) и однопартийную систему с правящей Национально-революционной партией, учреждённой Даудом. К этому времени все леворадикальные деятели из числа молодых офицеров были вынуждены покинуть правительство; в 1977 году был уволен просоветски настроенный заместитель премьер-министра Мухаммед Хасан Шарк, бывший в течение многих лет ближайшим соратником Дауда. Создание однопартийной системы вызвало негодование со стороны левой Народно-демократической партии Афганистана (НДПА). Отношения Дауда с СССР осложнились, зато произошло сближение с западными странами и консервативными мусульманскими режимами, а также определённая нормализация отношений с Пакистаном.
Сообщалось, что Дауд Хан обратился за помощью к иранской разведке САВАК, чтобы искоренить коммунистическое влияние в Афганистане. Шах направил в Афганистан специалистов из САВАК, чтобы помочь Дауду подорвать влияние коммунистической партии.

## Диктатура Дауда

### Правая антидаудовская оппозиция
Свержение монархии и намерение республиканского правительства провести в стране преобразования в экономике и политике и, прежде всего аграрную реформу, а также усиление влияния левых в органах центральной власти вызвали резкое противодействие правых консервативно-клерикальных кругов. Только за первые пять месяцев существования республики были раскрыты два крупных антиправительственных заговора. Первый из них, сорванный в сентябре 1973 года, возглавил бывший премьер-министр М. Х. Майвандваль, пользовавшийся как в стране, так и за рубежом репутацией деятеля прозападной ориентации.
По подозрению в заговоре было арестовано более 100 влиятельных деятелей прежнего режима. Среди них оказались пять бывших депутатов парламента, четыре крупных коммерсанта, 11 представителей интеллигенции и большая группа высокопоставленных армейских чинов, в том числе бывший командующий ВВС и ПВО, никогда не скрывавший своих проамериканских взглядов и постоянно поддерживавший тесные контакты с сотрудниками посольства США в Кабуле генерал-полковник в отставке Абдурраззак, бывший губернатор Нангархара генерал-лейтенант в отставке Хан Мухаммад, бывший командующий полицией и жандармерией генерал-лейтенант Мухаммад Рахим, полковник Заргун Шах, Саид Амир, Кохат, Ковват-хан Бридваль и другие. По сведениям афганской печати, в ходе следствия была выявлена связь группы М. Х. Майвандваля с правительственными кругами Пакистана, которые обещали ей не только финансовую поддержку, но и помощь оружием. В планах заговорщиков предусматривались нанесение силами их сторонников в ВВС бомбовых ударов с воздуха по верным республиканскому режиму частям сухопутных войск в Кабуле, Кандагаре и других местах, а также, в случае необходимости, проведение «освободительного рейда» с чужой территории вглубь Афганистана с целью захвата Кабула.
Несколько дней спустя после ареста М. Х. Майвандваль был обнаружен в своей камере повешенным. Согласно официальным сообщениям, он покончил жизнь самоубийством. Однако многие как в Афганистане, так и за рубежом подвергают эту версию серьёзному сомнению. Другие участники заговора были преданы суду военного трибунала, который в декабре 1973 года приговорил пятерых из них, включая и М. Х. Майвандваля, к смертной казни, остальных — к различным срокам тюремного заключения. Двое были оправданы.
Второй, не менее опасный заговор, организованный влиятельным духовенством и возглавленный бывшим руководителем службы государственной безопасности монархического режима генералом Хабибуллой Рахманом, был раскрыт в конце 1973 года. По этому делу в течение нескольких дней, начиная с ночи с 19 на 20 декабря, было арестовано более 600 религиозных деятелей, членов клерикальных группировок, военных, представителей интеллигенции и других слоёв населения. Х. Рахман был приговорён к смертной казни, один из заговорщиков — к пожизненному заключению и 10 человек — к различным срокам лишения свободы. Как указывалось, в заговоре принимала участие военная секция «Мусульманской молодёжи». При обыске в доме одного из арестованных религиозных лидеров маулави Файзуллы было обнаружено более 100 тысяч долларов и материалы, свидетельствовавшие о том, что он был связан с иностранной агентурой. После провала указанного заговора члены руководства секции инженер Мухаммад Иман, маулави Хабибуррахман и другие бежали в Пакистан.
Наиболее непримиримую позицию по отношению к республиканскому правительству М. Дауда заняла группировка «Мусульманская молодёжь». В этот период в её руководстве фактически произошёл раскол, основной причиной которого явились разные подходы двух крыльев — молодёжного (экстремистского) и «умеренного» (т. н. «стариков») — к вопросам тактики и форм борьбы с новым, республиканским режимом. Первое из них выступало за немедленную подготовку вооружённого восстания против «безбожного» правительства М. Дауда, изгнание «коммунистов» из государственных органов и образование «подлинно исламской республики». Другое же крыло считало восстание авантюрой, обречённой на поражение, и предлагало вести тщательную подготовку к совершению военного переворота. Верх в руководстве организации взяло, однако, молодёжное крыло. Оно, поощряемое и поддерживаемое влиятельными консервативными и клерикальными кругами страны, активно подключилось к подготовке антиправительственных заговоров. При этом основная ставка делалась на сторонников организации в армии.
Следующий крупный заговор с участием исламских радикалов и военных был сорван в июле 1974 года. За месяц до этого в Кабуле властями было арестовано 200 исламских фундаменталистов. Незадолго до этого в руки органов безопасности при обыске в книжных лавках-библиотеках, расположенных в районе Димазанг и соборной мечети «Поли-Хешти» (последняя лавка принадлежала маулави из Герата Файзани, который ещё в 1970 году установил связи с «Мусульманской молодёжью»), попали важные документы о деятельности организации и списки её членов в центре и в провинциях. По этому делу было арестовано до 300 человек, среди которых оказались активисты и руководители «Мусульманской молодёжи» — инженер Хабибуррахман (приговорён к смертной казни и расстрелян), Файзани и С. Насратьяр (оба осуждены на пожизненное заключение), профессор Г. М. Ниязи (по некоторым данным, позже, ещё при М. Дауде, был казнён). В ходе следствия была установлена связь этой группы путчистов с религиозными кругами ряда арабских стран, от которых они получали деньги и оружие.
Многочисленные аресты заговорщиков и суровые приговоры в отношении их не остановили, однако, консервативно-клерикальные круги в их попытках свергнуть режим М. Дауда. Оставшиеся на свободе участники указанного заговора создали подпольный «Комитет партизанских действий». Ряд членов руководства и функционеров «Мусульманской молодёжи» (Г. Хекматьяр, профессор Голь Мухаммад, Б. Раббани, Мухаммад Наджир Бадахши, Мухаммад Насим Тарек Мослемьяр, инженер Абдул Алам и др.) эмигрировали в Пакистан, где были гостеприимно встречены крайне правой религиозно-политической организацией «Джамаат-и ислами». Здесь им, как оппозиции М. Дауду, была также оказана со стороны правительства З. А. Бхутто помощь оружием, снаряжением и финансами. Более того, активисты «Мусульманской молодёжи» при содействии и при непосредственном участии спецслужб Пакистана прошли военную подготовку и составили костяк так называемого «авангарда джихада».
21 июля 1975 года под руководством «Мусульманской молодёжи» началось антиправительственное вооружённое восстание в Панджшерской долине, а затем в провинциях Бадахшан, Логар, Лагман, Пактия и Нангархар. По времени оно совпало с восстанием, которое подняли в северо-восточных провинциях Афганистана сторонники Бахруддина Баэса, руководителя будущей «Организации федаев трудящихся Афганистана» (ОФТА). По неподтверждённым данным, в вопросах борьбы против даудовского режима они сотрудничали с «Мусульманской молодёжью» и группировкой Шоалеи джавид. Восстание, однако, не было поддержано местным населением, на что рассчитывали его зачинщики, и регулярные части афганской армии совместно с подразделениями полиции без особых усилий подавили его. Многие ветераны «Мусульманской молодёжи» или погибли в бою, или были схвачены и преданы суду военного трибунала (перед судом предстало 100 человек), или же бежали в Пакистан, где получили статус политических беженцев («мохаджеров»). По данным, приводимым в западной печати, афганские экстремисты в противоборстве с властями в конце 60-первой половине 70-х годов потеряли только убитыми до 600 человек. Брошены были в тюрьмы и активисты Шоалеи джавид. Ряд из них, в том числе один из её руководителей доктор Рахим Махмуди, повешен.
Ещё один заговор против правительства М. Дауда, ликвидированный в декабре 1976 года, возглавил тесно связанный с клерикальными кругами и шиитскими духовными лидерами страны начальник артиллерийского управления министерства национальной обороны генерал Сеид Мир Ахмад Шах. Заговорщики ставили своей целью создать в Афганистане теократическое государство во главе с «праведным президентом», избранным из среды духовенства, утвердить в стране власть «прогрессивного ислама» и «искоренить влияние коммунистов».
К середине 1970-х годов «Мусульманская молодёжь» была обескровлена и практически перестала существовать как организация. На её осколках ещё с 1974 года Г. Хекматияр, укрывшись в Пакистане, стал создавать Исламскую партию Афганистана (ИПА). С ним непродолжительное время (примерно три месяца) в рамках новой партии сотрудничал Б. Раббани. Однако вскоре он со своими сторонниками образовал самостоятельную организацию — Исламское общество Афганистана (ИОА).
Следует отметить, что в рассматриваемые годы политическая деятельность правой антидаудовской оппозиции не сводилась только к попыткам совершения государственных переворотов. После 1973 года они яростно ополчились против левых сил, предпочитая при этом террор и насилие всем другим методам борьбы.

### Национальные меньшинства
Дауд Хан был чрезвычайно непопулярен среди национальных меньшинств Афганистана из-за его явного пуштунского национализма.
Во время Дауда все контрольные должности в правительстве, армии и учебных заведениях страны занимали пуштуны. Его попытка пуштунизации Афганистана достигла такой степени, что слово «афганец» стало относиться только к пуштунам, притом, что другие этнические группы, в совокупности, составляли большинство населения в стране.
Афганские вооружённые силы поддерживали политику Дауда по продвижению пуштунов на более высокие посты в вооружённых силах. В 1963 году афганским узбекам было запрещено становиться высокопоставленными офицерами афганских вооружённых сил. Точно так же лишь немногим таджикам было разрешено занимать должность офицера в армии, в то время как другим этническим группам было запрещено это делать. Дауд Хан рассматривал афганские вооружённые силы как решающий вектор в пуштунизации афганского государства.
Восстание в Панджшерском ущелье в 1975 году также считается результатом разочарования, которое возникло в результате национальной политики Дауд Хана.

## Саурская революция (1978) и гибель Мухаммеда Дауда
В последние годы правления Дауда, чистка правительства от коммунистов обострила его отношения с левыми, в то время как его стремление к ещё большему упрочению своей власти осложнило отношения с либералами, которые руководили во время монархии. Кроме того, его преследование религиозных консерваторов обострило отношения и с этими людьми.

### Отношения с Советским Союзом
Со второй половины 1970-х годов Дауд Хан стремился уменьшить зависимость страны от Советского Союза и пытался продвигать новую внешнюю политику. Дауд отправился за поддержкой в Египет, Индию, Саудовскую Аравию и Иран. При этом Дауд не стал больше поддерживать проживавших в Пакистане пуштунских националистов, что в свою очередь создало благоприятные условия по нормализации отношении с Пакистаном; улучшились отношения с США и шахом Ирана. Эти шаги насторожили Советы.
Дауд Хан с государственным визитом посетил Советский Союз 12 апреля 1977 года. Во время беседы с Леонидом Брежневым афганский президент затронул тему попыток Советского Союза объединить две фракции коммунистических партий, «Парчам» и «Хальк».
Брежнев заявил М. Дауду, что политика неприсоединения Афганистана является важной для СССР и необходимой для содействия миру в Азии, и предостерёг его о присутствии экспертов из стран НАТО, дислоцированных в северных районах Афганистана. Дауд прямо заявил, что Афганистан является свободным государством, и что Советскому Союзу никогда не будет позволено диктовать, как управлять страной.
После начала трений с Москвой М. Дауд усилил внешнеполитическую региональную деятельность с целью «освободиться от оков Кремля». М. Дауд увеличил долю военных офицеров, которые были отправлены на обучение в Египет и Индию, и начал посылать офицеров ВВС для обучения в Турцию. К началу 1978 года Кабул заключил соглашения об оказании экономической помощи от Саудовской Аравии и Соединённых Штатов в размере около $500 млн. Визит шаха Ирана в Кабул был назначен на июнь, а в сентябре М. Дауд должен был посетить Вашингтон и встретиться с президентом США Джимми Картером.

### Военный переворот и свержение режима М. Дауда
В 1975 году режиму Дауда удалось подавить масштабное восстание исламских правых радикалов. Однако 27 апреля 1978 года он был свергнут в результате военного переворота, организованного рядом леворадикальных бывших сторонников Мухаммеда Дауда, обеспечивших его приход к власти в 1973 году. Активную роль в перевороте играли деятели Народно-демократической партии Афганистана. По официальной версии, распространённой противниками Дауда, ранним утром 28 апреля в президентский дворец прибыли представители восставших, которые потребовали от него сдаться. Дауд ответил отказом и начал стрелять в парламентёров, открывших ответный огонь. В результате погибли сам Дауд и 18 членов его семьи, включая пятерых детей и его брата Мухаммеда Наима (по другим данным, погибли около 30 членов семьи Дауда). Подобный итог трудно «списать» на результаты перестрелки — более вероятно, что речь шла о физическом уничтожении правящей элиты. Тем более, что как во время «перестрелки», так и в последующие дни были убиты многие сторонники президента, в том числе видные члены правительства и военачальники.
29 апреля военными было заявлено, что в результате переворота было убито 200 человек, включая президента Дауда, вице-президента, двух министров кабинета и командующего военно-воздушными силами. Между тем, по сообщению иранской газеты «Кейхан», некоторые из сторонников прежнего режима все ещё оказывали «рассеянное сопротивление» на окраине Кабула.
Дауд был застрелен офицером афганской армии Имамуддином, который в 1980-е годы сделал успешную карьеру и дослужился до генерала. По словам Х. Амина, приведённым в беседе с советским журналистом журнала «Новое время», это произошло так:

Конец наступил быстро. Президенту не раз предлагали сдаться. Он не соглашался. Ворвавшийся во дворец молодой офицер по имени Имамуддин заявил Дауду: «Власть взяла революция!» Президент выстрелил в него из пистолета. Тяжело раненый, Имамуддин упал. Сопровождавшие офицера солдаты открыли огонь.
Бывший главный советский военный советник в Афганистане генерал Махмут Гареев вспоминал со слов президента Наджибуллы, что 

…после захвата резиденции Дауда и других наиболее важных объектов в Кабуле, политбюро НДПА собралось на совещание, где наряду с другими вопросами, обсуждалась судьба Дауда. С одной стороны участники совещания понимали, что пока жив Дауд, остается опасность реставрации прежней власти. Но никто не хотел произнести фразу о его расстреле, чтобы на всякий случай уйти от ответственности. Разговор шел уже несколько часов. Вдруг в комнату, где шло совещание, зашел с автоматом в руках и перевязанной раненой рукой Имамуддин. Он что-то хотел сказать, но его не слушали и кто-то попросил зайти попозже. Он не уходил. Когда же споры участников совещания начали особенно накаляться, Имамуддин выбрал момент, подошел к столу и сказал: «Но ведь я уже убил его». И тем самым разрядил обстановку, и все участники совещания облегченно вздохнули.

### Место захоронения
Убитого президента и членов его семьи, а также ближайших приближённых тайно похоронили в братских могилах к востоку от Кабула. По радио официально было объявлено, что Дауд ушёл в отставку по состоянию здоровья.
28 июня 2008 года специальная комиссия по поиску останков свергнутого президента обнаружила два массовых захоронения в районе тюрьмы Пули-Чархи, в одном из которых находились останки Дауда. Внук президента Махмуд Гази Дауд сообщил журналистам: 

Два массовых захоронения, одно — с 16 телами, другое — с 12, были обнаружены в районе Кабула. Мы смогли распознать по остаткам одежды и обуви покойных, что они принадлежат Дауд Хану и членам его кабинета министров.— 
В 2009 г. останки были торжественно перезахоронены. На похоронах присутствовала дочь Дорханай.

### Семья и потомки
В 1934 г. Дауд женился на принцессе Замине Бегум (1917 — 28 апреля 1978), сестре короля Захир-шаха. В семье родилось 4 сына и 4 дочери. Все, чья дата смерти отмечена как 1978 г., погибли во время «апрельской революции», прочие дети выжили и имеют многочисленное потомство.
- 1. Зарлашт Дауд Хан
- 2. Халид Дауд Хан (1947— убит 1978). Имел сына:
  - Тарик Дауд Хан
- 3. Ваис Дауд Хан (1947—1978). Имел 4 детей:
  - Туран Дауд Хан (1972-)
  - Арес Дауд Хан (1973 — убит 1978)
  - Вайгал Дауд Хан (1975 — убит 1978)
  - Захра Ханум (1970-).
- 4. Мухаммад Умар Дауд Хан (убит 1978). Имел 2 дочерей:
  - Хила Ханум (1961 — убита 1978)
  - Газала Ханум (1964 — убита 1978)
- 5. Дорханай Бегум
- 6. Зарлашт Ханум (убита 1978)
- 7. Шинкай Бегум (убита 1978)
- 8. Торпекай Бегум

## Характеристика личности
М. Ф. Слинкин даёт такой портрет Дауда: 

Это была яркая, сильная и незаурядная личность. Автору этих строк при неоднократных встречах с ним в 60-х годах приходилось много раз убеждаться в его железной выдержке, воле и такте, подчёркнутом чувстве собственного и национального достоинства и чести (что особенно не нравилось западным дипломатам), целеустремлённости и убеждённости в своей правоте, безукоризненной логике мышления, широте кругозора, естественности жестов и поведения и типично восточной хитрости. Представляется, что он был честным человеком и, утверждая свою авторитарную власть и выдвигая программы преобразований для своей многострадальной страны, искренне верил, что таким путём вырвет её из оков вековой отсталости и добьется процветания и блага для своего народа. Это стремление являлось лейтмотивом всей его жизни. Вместе с тем его отличали, как многих профессионалов-военных, излишняя прямолинейность, переход от одной крайности к другой, неумение или нежелание искать баланс сил в острой политической борьбе, особенно в периоды, когда развитие событий приобретало характер разрушительной бури.